# ショーン・コーディー
ショーン・コーディーは2001年秋に設立されたゲイ・ポルノスタジオ。ウェブサイトは主に若く、筋肉質な男性のソロシーンとコンドームをつけないハードコアなセックスシーンを取り扱う。ショーン・コーディーは厳格にモデルを選んでおり、契約には事前にポルノに出演したことのない男性のみを選び、独占契約を結んでいる。

## 歴史
ショーン・コーディーは、2003年から2015年までCody Media Incによって運営され、その後ポルノ・コングロマリットのMindGeek（ Men.comなどの他の競合スタジオも所有している）に売却された。MindGeekは多くのポルノスタジオに悪影響を及ぼしているコンテンツ共有Webサイトも所有していたため、これによってコンテンツの品質と独占性についていくつかの疑問が生じることになった。インターネットマガジンSlateによる2014年の記事では、「MindGeekがポルノを独占するようになり、業界のメンバーは著作権侵害から利益を得ている会社で働くという逆説的な立場に置かれている」と説明されている 。
2012年1月、ショーン・コーディーの親会社である808 Holdingsは、2011年12月にサイトが初めてコンドームなしのビデオとして発表した「Brandon＆Pierce Unwrapped」のコピーを無許可で取引したとして、122人の身元不明のファイル共有者に対して連邦裁判所を通じ訴訟を起こした。ショーン・コーディーがオンラインファイルの共有について訴えたのはこれが初めてだった。

## モデル
ショーンコーディーの卒業生には、下着モデルのサイモン・デクスター、リアリティ番組のHole in the Wallに出演したフィットネスモデルで『The Ultimate Fighter』のパフォーマーでもあるAaron Savvy、およびデイトン・オコナー、 コルビー・ケラー、ポール・ワーグナー 、ブレイディ・ジェンセン 、ブランドン・コーディ 、ライアン・ローズ 、ジャスティン・マシューズ、ジェイク・ポーター、カレブ・ストライカー、ジョニー・ドノヴァン、リッキー・ドノヴァンが含まれる。彼ら全員現在はプロの俳優として活躍している。またUltimate Fighterの第15シーズンに登場したダコタ・コクランは、2007年後半に「ダニー」としてビデオに出演したが、現在その決断を後悔しているとされている。
ショーン（本名：ベン）は、2015年12月にMTVの番組『トゥルー・ライフ』に出演し、「アイ・アム・ア・ゲイ・フォー・ペイ・ポルノ・スター」というタイトルのエピソードに出演、家族とゲイポルノでのキャリアについて語った 。同じくショーン・コーディーのパフォーマーであるフォレストもこのエピソードに出演している 。